# Grab von Epano Phournos

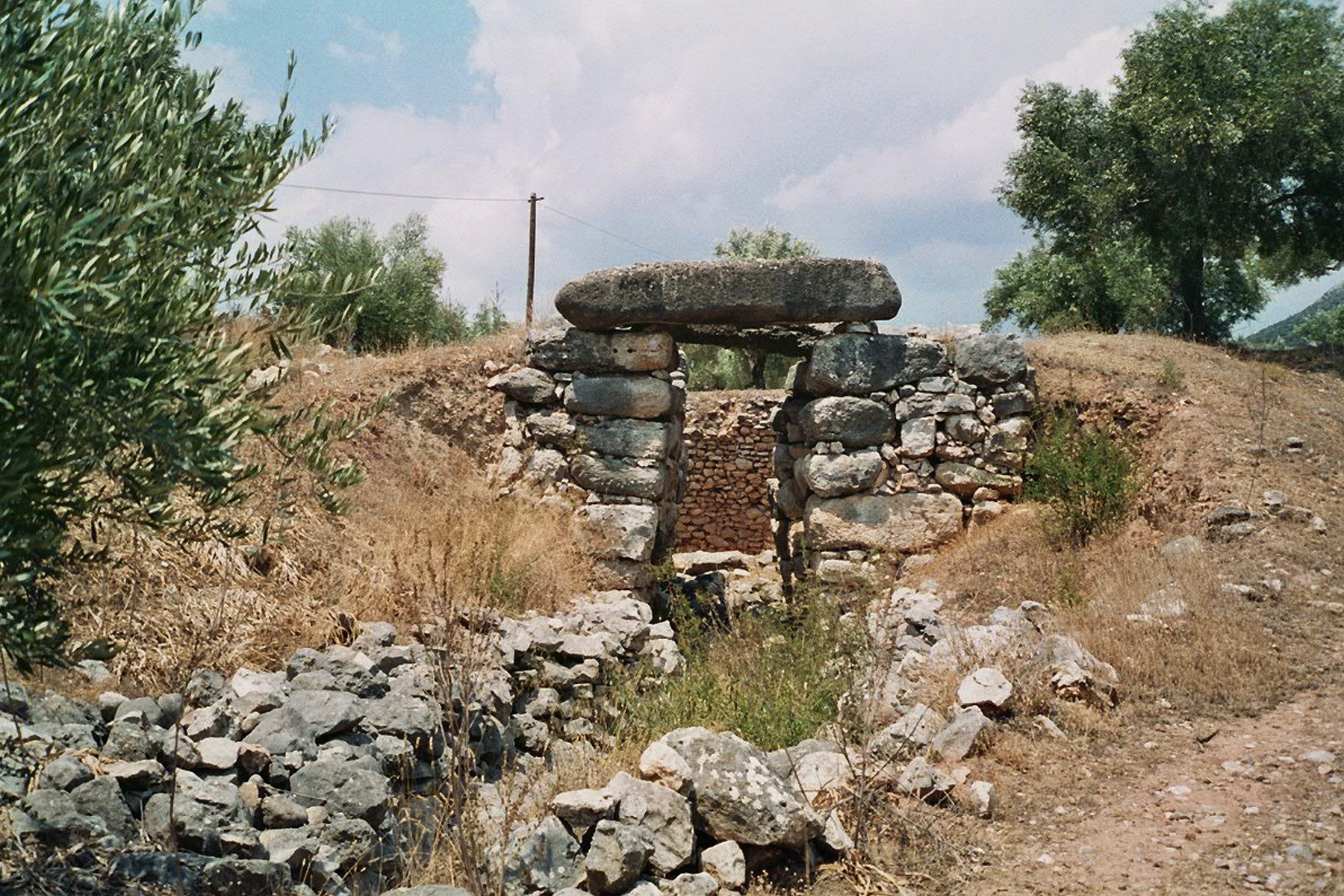
Tor des Grabes von Epano Phournos

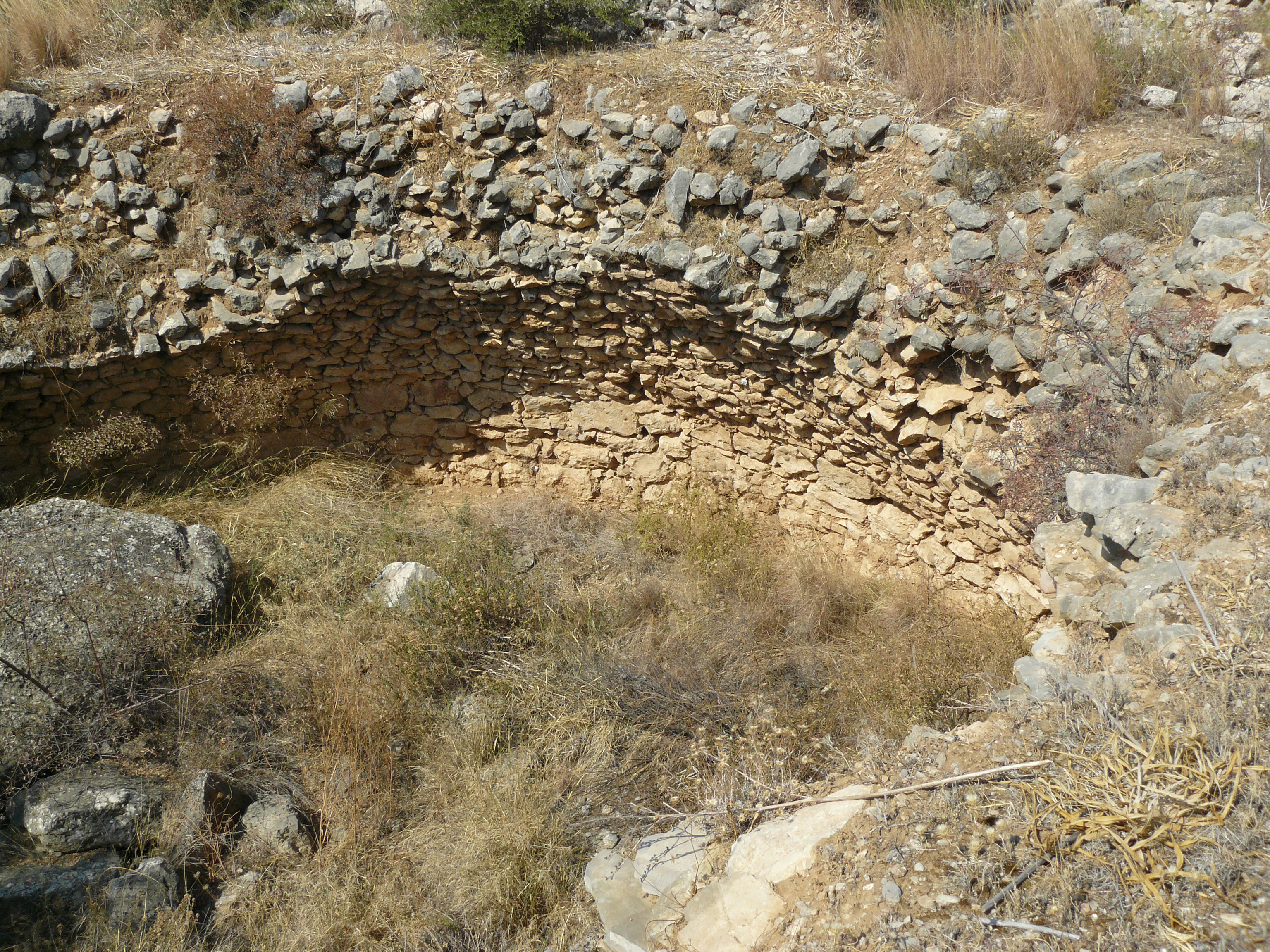
Tholos des Grabes von Epano Phournos

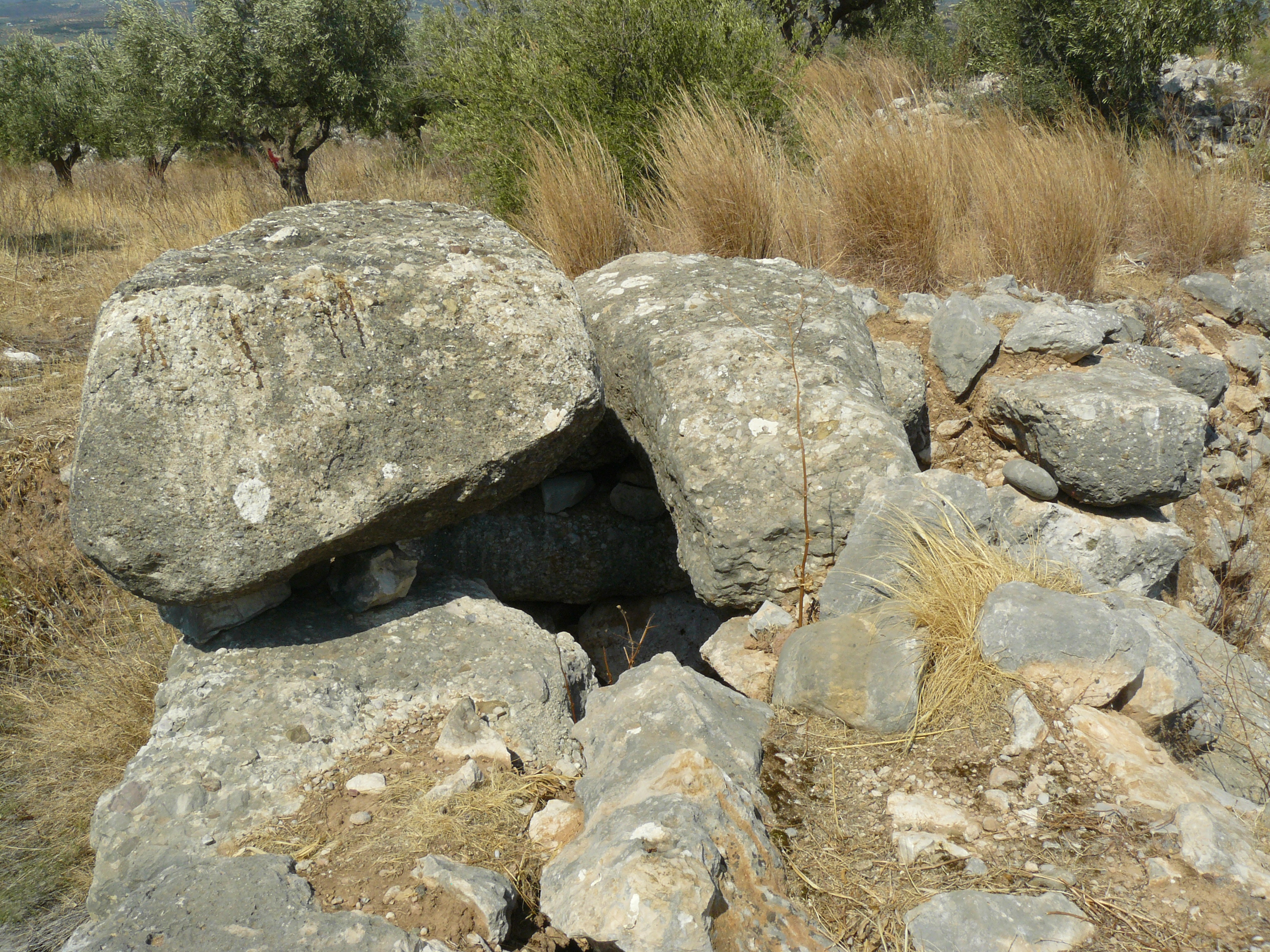
Decksteine des Torwegs mit Eintiefung an der Oberseite

Grab von Epano Phournos (neugriechisch Επάνω Φούρνος Epano Phournos, deutsch ‚Oberer Ofen‘) wird ein Tholosgrab in Mykene genannt. Benannt wurde das Grab nach dem gleichnamigen Fundort und dieser war wiederum nach dem Tholosgrab selbst benannt, das die Bauern früher Phournos (φούρνος phournos, deutsch ‚Ofen‘) nannten. Das Tholosgrab liegt am westlichen Abhang des Panagitsa-Hügels etwa 450 m westlich der Oberstadt von Mykene. Nach der Klassifizierung von Alan Wace gehört es zur ersten Tholos-Gruppe und datiert in die Späthelladische Zeit (SH II A Früh). Es wurde um 1500 v. Chr. errichtet und zählt mit dem Kyklopengrab zu den ältesten Tholosgräbern bei Mykene. Da das Grab akut einsturzgefährdet ist, hat man den Zugang blockiert.

## Beschreibung
Der Zuweg (Dromos) hatte ursprünglich eine Länge von 6 bis 7 m, eine Breite von etwa 4,50 m und wurde in den weichen Fels gehauen. Vermutlich durch spätere Grabungen wurde dieser auf die heutige Länge von etwa 12 m verlängert. Das Tor und der Torweg (Stomion) wurden aus größeren, grob behauenen Steinen aus Konglomeratgestein und Kalkstein errichtet. Das Portal hat eine Höhe von etwa 4,60 m, unten eine Breite von etwa 2,00 m und verjüngt sich nach oben auf etwa 1,60 m. Als Überdachung des 5 m langen Torweges dienten fünf große, grob behauene Decksteine, von denen sich heute jedoch nur noch die beiden äußeren an ihrer angedachten Position befinden. Aus der Tatsache, dass die Decksteine nur wenig länger waren als der Eingangskorridor breit war und sie deshalb nur eine schmale Auflagefläche hatten, schloss Alan Wace, dass das Grab über kein Entlastungsdreieck verfügte. Diese Schlussfolgerung beruhte jedoch auf der Annahme, dass das Grab des Aigisthos auch über kein Entlastungsdreieck verfügen würde. 1997 wurde jedoch das Entlastungsdreieck an diesem Grab freigelegt. Das Fehlen einer Türschwelle und entsprechender Bohrungen in den Deckplatten zeigt, dass es keine Türen an dem Grab gab. Vielmehr wurde es nach der Beisetzung mit groben Steinen zugemauert. An der Oberseite gibt es an dem äußeren Deckstein eine Eintiefung. Wace vermutete, dass diese erst nach dem Einsturz der Kuppel angebracht wurde und als Standort für eine Stele oder Statue gedient haben könnte.
Die Kuppel, die vermutlich schon am Ende der Bronzezeit eingestürzt war, hatte einen Durchmesser von etwa 11 Metern und wahrscheinlich eine Höhe von etwa 10 m und wurde aus kleinen, unbehauenen Steinen und Ton errichtet. Wace beurteilte die Verwendung der unbehauenen Steine als Ursache, dass die Kuppel instabil war, und schon ein kleiner Eingriff oder ein Erdbeben zum Einsturz geführt haben könnten. Die Tholosmauer hat etwa eine Dicke von 1,50 m. Der Boden des Tholosgrabes war eben und wurde mit weißem Kies bedeckt. Direkt auf diesem Boden wurde der Tote und die Grabbeigaben abgelegt.
Vermutlich wurde das Grab zu SH II A (1. Hälfte des 15. Jahrhunderts v. Chr.) nur für ein Begräbnis verwendet. Da man in dem Torweg neben Funden wie Blattgold und ein Bruchstück eines Unterkiefers, die offensichtlich aus dem Grab stammten, auch Tonscherben aus SH III und aus geometrischer und hellenistischer Zeit fand, vermutet man, dass schon am Ende des Späthelladikums der Eingang zugänglich war. Wahrscheinlich wurde das Grab schon um 1200 v. Chr. (Ende SH III B) von Grabräubern ausgeraubt. Da die Grabräuber vermuteten, dass sich unter dem Boden Schachtgräber befinden, gruben sie einige Löcher in den Boden. Alan Wace fand im Torweg einen Terrakotta-Kopf eines Kriegers und schloss daraus auf einen Heroenkult in Archaischen Zeit.

## Erforschung
Als die ersten westlichen Reisenden nach Mykene kamen, war dieses Grab bereits bekannt. 1892 führte der griechische Archäologe Christos Tsountas eine erste Grabung durch. Es wurden jedoch weder Funde erwähnt noch existieren in den Museen Stücke aus dieser Grabung. 1922 leitete Alan Wace eine neue Grabungskampagne. Man konnte jedoch nur den Dromos und ein Teil des Torweges freilegen, da der innere, große Deckstein herabgestürzt war und den Torweg versperrte. Hierbei kamen eine Palaststil-Amphore aus der Späthelladische Zeit (SH II A Früh), eine Amethyst-Perle, eine Bernstein-Perle, Elfenbeinbruchstücke und Blattgoldreste zum Vorschein. Vermutlich hatten Grabräuber nach dem Raub die Stücke hier verloren oder zurückgelassen. Weitere Scherben datieren aus späterer Zeit (SH II, SH III, Geometrische Zeit, Klassische Zeit und Hellenistische Zeit).
Nach 1922 brachte man den herabgestürzten Deckstein wieder in seine ursprüngliche Lage und stützte ihn mit einem Balken ab. Da dieser Balken jedoch auf heruntergefallenen Steinen, die vom westlichen Torweg stammten und nun im hinteren Torweg lagen, konnte dieser immer noch nicht ausgegraben werden. Erst im Sommer 1950 entfernte man diese Steine aus dem Torweg und stützte den Deckstein durch einen Balken ab, der direkt auf dem Felsboden ruhte. Vom 11. bis zum 22. Juli 1952 führte Alan Wace weitere Grabungen durch und untersuchte den hinteren Teil des Torweges und die Tholos. Neben Tonscherben entdeckte er Goldreste und eine bronzene Speerspitze.